# Xã Flannigan, Quận Hamilton, Illinois
Xã Flannigan (tiếng Anh: Flannigan Township) là một xã thuộc quận Hamilton, tiểu bang Illinois, Hoa Kỳ. Năm 2010, dân số của xã này là 304 người.